# Pauvre, pauvre Pavel
Série
La Chasse royale
(1990)
Pour plus de détails, voir Fiche technique et Distribution.
Pauvre, pauvre Pavel (Бедный, бедный Павел) est un film russe réalisé par Vitali Melnikov, sorti en 2003,.

## Fiche technique
- Photographie : Sergeï Astakhov
- Musique : Andreï Petrov
- Décors : Alexandre Zagoskin